# Ипатово
Ипатово (на руски: Ипа̀тово) е град в Ставрополски край, Русия. Намира се близо до река Калаус на около 120 km североизточно от Ставропол. Населението на града към 1 януари 2018 година е 24 021 души.
Ипатово е основано като селище под името Чемрек през 1860 г. По-късно е преименувано на Виноделское, заради многото винарски изби в района. През 1935 г. селището получава сегашното си име Ипатово, по името на герой от Руската гражданска война – Петър Ипатов загинал през 1918 г. Статут на град Ипатово получава през 1979 г.